# Claude Choules
Claude Stanley Choules (né le 3 mars 1901 à Pershore, Worcestershire, en Angleterre et mort le 5 mai 2011 à Perth, en Australie-Occidentale,,,,) est un soldat anglo-australien connu pour avoir été le dernier combattant pour le Royaume-Uni de la Première Guerre mondiale, et le dernier combattant de cette guerre toutes nationalités confondues.
Le dernier vétéran de cette guerre, toutes nationalités confondues, est la Britannique Florence Green, décédée le 4 février 2012 peu avant son 111e anniversaire.

## Biographie
Il s'engage en 1916 dans la Royal Navy alors qu'il n'a que 14 ans. Il combat en 1917 en mer du Nord à bord du cuirassé HMS Revenge. Soldat australien pendant la Seconde Guerre mondiale, dans la Royal Australian Navy, il a pour ordres de saboter les ports de Fremantle en cas d'invasion japonaise. Expert en démolitions, il est chargé également de détruire la première mine échouée sur les côtes australiennes, ainsi que des épaves. Il vit la fin de sa vie à Perth, en Australie-Occidentale.
À la suite de la mort du Britannique Harry Patch, le 25 juillet 2009, de John Babcock, le 18 février 2010, et de l'Américain Frank Buckles, le 27 février 2011, il devient le tout dernier ancien combattant connu de la Première Guerre mondiale.
Claude Choules meurt le 5 mai 2011, à l'âge de 110 ans et 2 mois. Des obsèques militaires ont eu lieu le 20 mai à Fremantle, en Australie-Occidentale.